# Travunijana edlaueri
Travunijana edlaueri – gatunek ślimaków z rzędu Littorinimorpha i rodziny źródlarkowatych.
Gatunek ten opisany został po raz pierwszy w 1961 roku przez Hartwiga Schütta pod nazwą Plagigeyeria edlaueri. W 2020 roku przeniesiony został do rodzaju Travunijana przez Jozefa Grego.
Ślimak ten osiąga do 3,7 mm wysokości muszli, należąc do największych przedstawicieli rodzaju. Na stożkowatą skrętkę składają się regularnie zwężające się skręty, pooddzielane słabo wgłębionymi szwami. Szczyt muszli jest dość ostry. Powierzchnia muszli jest gładka. Kształt ujścia jest szeroki, niewystający w widoku wargowym. Warga wrzeciona jest delikatnie zafalowana, natomiast profil boczny wargowy jest prosty. Rzeźba powierzchni protokonchy ma postać regularnie rozmieszczonych, dużych i bardzo głębokich dołeczków.
Mięczak ten zasiedla bentos źródeł. Należy do zdrapywaczy żerujących na peryfitonie.
Gatunek ten jest endemitem Dalmacji. Występuje w Bośni i Hercegowinie oraz południowej Chorwacji. W tej pierwszej stwierdzono go na dwóch stanowiskach w rezerwacie Hutovo Blato – źródle Sopot Mlin i miejscowości Sjekose. W Chorwacji znany jest ze źródła Glušči koło Metkovicia. Ślimak ten umieszczony został w Czerwonej księdze gatunków zagrożonych Międzynarodowej Unii Ochrony Przyrody jako gatunek o niedostatecznie rozpoznanym statusie (DD).